# 领鸺鹠属
领鸺鹠属是鸱鸮科的一个属，分布于亚洲，只有领鸺鹠和巽他鸺鹠两种。该属由德国学者Johann Jakob Kaup在1848年以领鸺鹠为模式物种建立，此后一直被包含在鸺鹠属中，并于2019年重新分为独立的属。属名来自古希腊语tainia（意为条纹）和ptunx（意为猫头鹰）两个词。